# Quinton Jackson

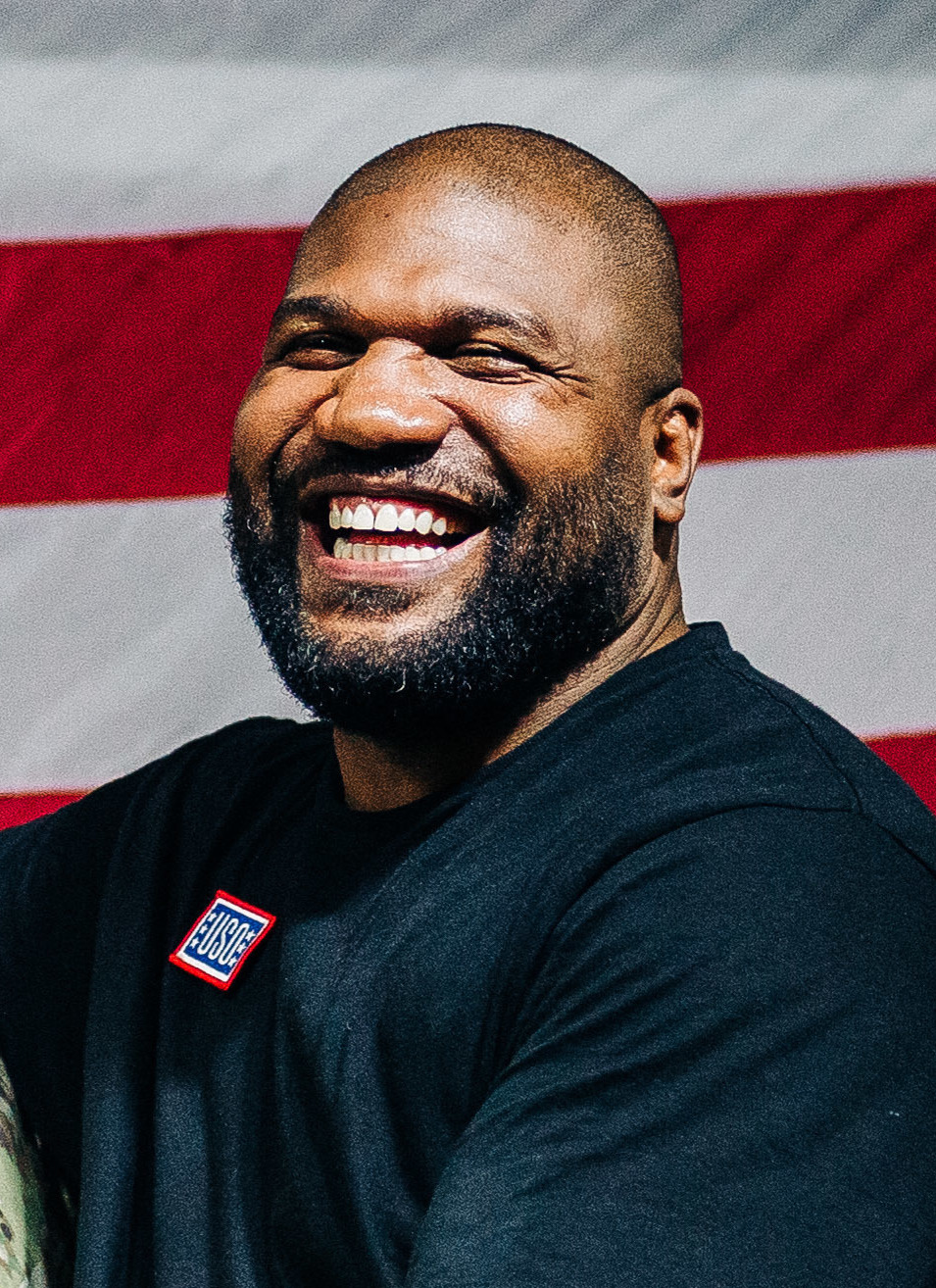
Quinton Jackson

Quinton Ramone Jackson (* 20. Juni 1978), auch bekannt als Rampage Jackson, ist ein US-amerikanischer Mixed-Martial-Arts-Kämpfer und Schauspieler aus Memphis, Tennessee. Rampage steht aktuell bei Bellator Fighting Championships unter Vertrag. Jackson wurde zunächst in der japanischen Kampfsportorganisation Pride FC bekannt, wo er gegen Kämpfer wie Wanderlei Silva antrat. In der UFC gewann er den Titel des Light Heavyweight Champion beim UFC 71 gegen Chuck Liddell, verlor den Titel aber im übernächsten Kampf an Forrest Griffin. Quinton Jackson wurde für die Staffeln sieben und zehn von The Ultimate Fighter als Coach verpflichtet. Seit 2015 streamt Jackson außerdem sein kommentiertes Spielen von beliebten Videospieltiteln, auf der Videostreamingplattform twitch.tv unter dem Namen "RAMPAGEishuman".
Seine Kampfbilanz beträgt 36 Siege und 11 Niederlagen. Zu den besiegten Gegnern zählten Muhammed Lawal, Lyoto Machida, Wanderlei Silva, Dan Henderson, Chuck Liddell und Matt Lindland.

## Karriere als Schauspieler
Außerhalb des Rings hatte Jackson mehrere kleine Rollen in Film und Fernsehen (unter anderem Cameo-Auftritte bei WWE Raw, Miss March und King of Queens). 2005 hatte er eine Hauptrolle im Film Confessions of a Pit Fighter. Im Jahr 2010 spielte er B. A. Baracus in Das A-Team – Der Film, der Kinoverfilmung der Fernsehserie Das A-Team und einen Auftritt bei iCarly! '.

## Filmografie (Auswahl)
- 2005: Confessions of a Pit Fighter
- 2006: King of Queens (The King of Queens, Fernsehserie, Folge 8x22 Kampf der Giganten)
- 2008: Bad Guys
- 2008: The Midnight Meat Train
- 2009: Kill or Get Killed (Never Surrender)
- 2009: Hell’s Chain
- 2009: Death Warrior
- 2010: Das A-Team – Der Film (The A-Team)
- 2010: Cubed (Fernsehserie, Folge 1x39)
- 2011: The World’s Worst Bodyguard (Kurzfilm)
- 2012: Fire with Fire – Rache folgt eigenen Regeln (Fire with Fire)
- 2016: L.A. Outlaws – Die Gesetzlosen  (Vigilante Diaries)
- 2023: Diamond Heist: Ein unmöglicher Auftrag
- 2023: Snow White and the Seven Samurai
- 2024: Prepare to Die